# Roberto Tozzi
Roberto Tozzi, född den 17 december 1958 i Rom, Italien, är en italiensk friidrottare inom kortdistanslöpning.
Han tog OS-brons på 4 x 400 meter stafett vid friidrottstävlingarna 1980 i Moskva. 